# Melchior Fendt
Melchior Fendt (Nördlingen, 1486 — Wittenberg, 8 de novembro de 1564) foi físico e médico alemão. Matriculou-se em 1506 na Universidade de Leipzig, onde conseguiu sua graduação como Bacharel em Artes em 18 de maio de 1513. Em 20 de julho do mesmo ano matriculou-se na Universidade de Wittenberg. Em 1517 deu aulas em Torgau e em 1519 ocupava a mesma função em Plauen. Em 14 de fevereiro de 1519 tirou seu diploma de Mestrado em Wittenberg.
Em 1520 foi substituto de Georg Rhau (1488-1548) em Leipzig, sendo admitido na Faculdade de Filosofia da Academia de Wittenberg em 1523. Em 1525, tornou-se reitor da Faculdade de Filosofia, tendo então se focado no estudo da Medicina. Durante algum tempo transferiu-se para Göttingen onde foi reitor da escola dessa cidade, porém, dois anos depois, retorna para Wittenberg. Em 1531 se forma em Medicina e em 1535 deu aulas de Física.
Em 1536 se candidatou ao cargo de professor de Medicina, porém teve de esperar para ser aceito. Entre 1537 e 1538 escreveu "De formatione foetus“ além de outras importantes questões médicas. Em 3 de julho de 1543 tornou-se Doutor em Medicina, e em 1546 assumiu como professor da Faculdade de Medicina. Foi o único médico durante a "Guerra de Esmalcalda" e no momento da capitulação de Wittenberg, era muito considerado por seus pacientes.
Sob sua liderança o primeiro Hospital dos Estudantes de Wittenberg foi criado, tendo ele doado 400 florins de ajuda. Durante várias vezes ocupou o cargo de reitor da universidade tendo sido em 1553 nomeado seu chanceler.